# Kanzem
Kanzem est une municipalité de la Verbandsgemeinde Konz, dans l'arrondissement de Trèves-Sarrebourg, en Rhénanie-Palatinat, dans l'ouest de l'Allemagne.
Situé au bord de la Sarre, le village de Kanzem est réputé pour la qualité de ses vins. Son architecture est marquée par la présence de plusieurs vignobles historiques, notamment les Weingut Le Gallais, von Othegraven, Rautenstrauch et Cantzheim.